# جوناثان روزنبرغ
جوناثان روزنبرغ (بالإنجليزية: Jonathan Rosenberg) هو رياضياتي أمريكي، ولد في 30 ديسمبر 1951 في شيكاغو في الولايات المتحدة.